# Drosera colombiana
Drosera colombiana este o specie de plante carnivore din genul Drosera, familia Droseraceae, ordinul Caryophyllales, descrisă de Fernandez-perez.
Este endemică în Columbia. Conform Catalogue of Life specia Drosera colombiana nu are subspecii cunoscute.